# Pristimantis imthurni
Pristimantis imthurni is een kikker uit de familie Strabomantidae. Deze soort werd ontdekt en in 2013 voor het eerst wetenschappelijk beschreven door Philippe Kok, een wetenschapper verbonden aan de Vrije Universiteit Brussel en het Koninklijk Belgisch Instituut voor Natuurwetenschappen.
De kikker is ongeveer 23 mm lang, geel gekleurd met een chocoladebruine langsstreep over de rug en een band van dezelfde kleur op de flanken. De soort is enkel gekend van de top van de tepui Ptarí (2471m hoog) in de staat Bolívar, in het zuidoosten van Venezuela.
De soort is genoemd naar Sir Everard im Thurn, de Britse onderzoeksreiziger die in 1884 de eerste expeditie leidde naar de top van een grote tepui, met name de Roraima op de grens van Guyana, Brazilië en Venezuela.
Kok beschouwde de soort als bedreigd (endangered) omdat ze enkel voorkomt in een erg beperkt gebied, namelijk de top van de tepui.